# Inter mirifica
Inter Mirifica je dokument Rimskokatoliške Cerkve, ki je nastal med drugim vatikanskim koncilom; objavil ga je papež Pavel VI. 4. decembra 1963. Za dokument je glasovalo 1.960 škofov, proti pa 164.
Dokument govori o družbeni komunikaciji preko množičnih medijev.